# Columnea ambigua
Columnea ambigua là một loài thực vật có hoa trong họ Tai voi. Loài này được (Urb.) B.D.Morley mô tả khoa học đầu tiên năm 1974.